# Temperatură de culoare
Temperatura de culoare este o caracteristică a luminii vizibile, care are aplicații importante în iluminat, tehnica fotografierii, tehnica înregistrărilor video, tehnica tipăririi și în multe alte domenii. Temperatura de culoare a unei surse de lumină se determină prin compararea cromaticității cu aceea a radiației unui corp negru. Temperatura de culoare este valoarea radiației unui corp absolut negru fierbinte - măsurată în Kelvin (K) - care este asemenea cu aceea a culorii sursei de lumină.
Temperaturi de culoare mai ridicate (peste 6000 K) corespund culorilor reci (gama verde-albastru) și temperaturi de culoare mai scăzute (2700-3000 K) pentru culorile calde (gama galben-roșu).
Câteva exemple de temperaturi de culoare sunt:
| Sursa                          | Temperatura (K) |
| ------------------------------ | --------------- |
| Lumânare                       | 1925            |
| Lampă cu vapori de sodiu       | 2200            |
| Lampă cu filament din wolfram  | 2500-3500       |
| Lampă cu halogen               | 3400            |
| Lampă fluorescentă             | 4000-5000       |
| Cer senin                      | 5000-6500       |
| Lampă cu vapori de mercur      | 6000            |
| Cer moderat acoperit           | 6500-8000       |
| Cer puternic acoperit/in umbra | 8000-10000      |